# Margès
Margès ist eine französische Gemeinde mit 1.076 Einwohnern (Stand: 1. Januar 2022) im Département Drôme in der Region Auvergne-Rhône-Alpes (vor 2016 Rhône-Alpes); sie gehört zum Arrondissement Valence und zum Kanton Drôme des collines.
Die Gemeinde erhielt die Auszeichnung „Eine Blume“, die vom Conseil national des villes et villages fleuris (CNVVF) im Rahmen des jährlichen Wettbewerbs der blumengeschmückten Städte und Ortschaften verliehen wird.

## Geographie
Margès liegt etwa 27 Kilometer nordöstlich von Valence. Umgeben wird Margès von den Nachbargemeinden Charmes-sur-l’Herbasse im Norden, Crépol im Nordosten, Arthémonay im Nordosten und Osten, Peyrins im Südosten und Süden sowie Saint-Donat-sur-l’Herbasse im Westen.

## Bevölkerungsentwicklung
| Jahr                       | 1962 | 1968 | 1975 | 1982 | 1990 | 1999 | 2006 | 2019 |
| Einwohner                  | 421  | 370  | 373  | 444  | 532  | 723  | 844  | 1116 |
| Quellen: Cassini und INSEE |      |      |      |      |      |      |      |      |

## Sehenswürdigkeiten
- Schloss Sizeranne
- Ruine der Kapelle Saint-Didier
- Kirche Saint-Didier aus dem 19. Jahrhundert

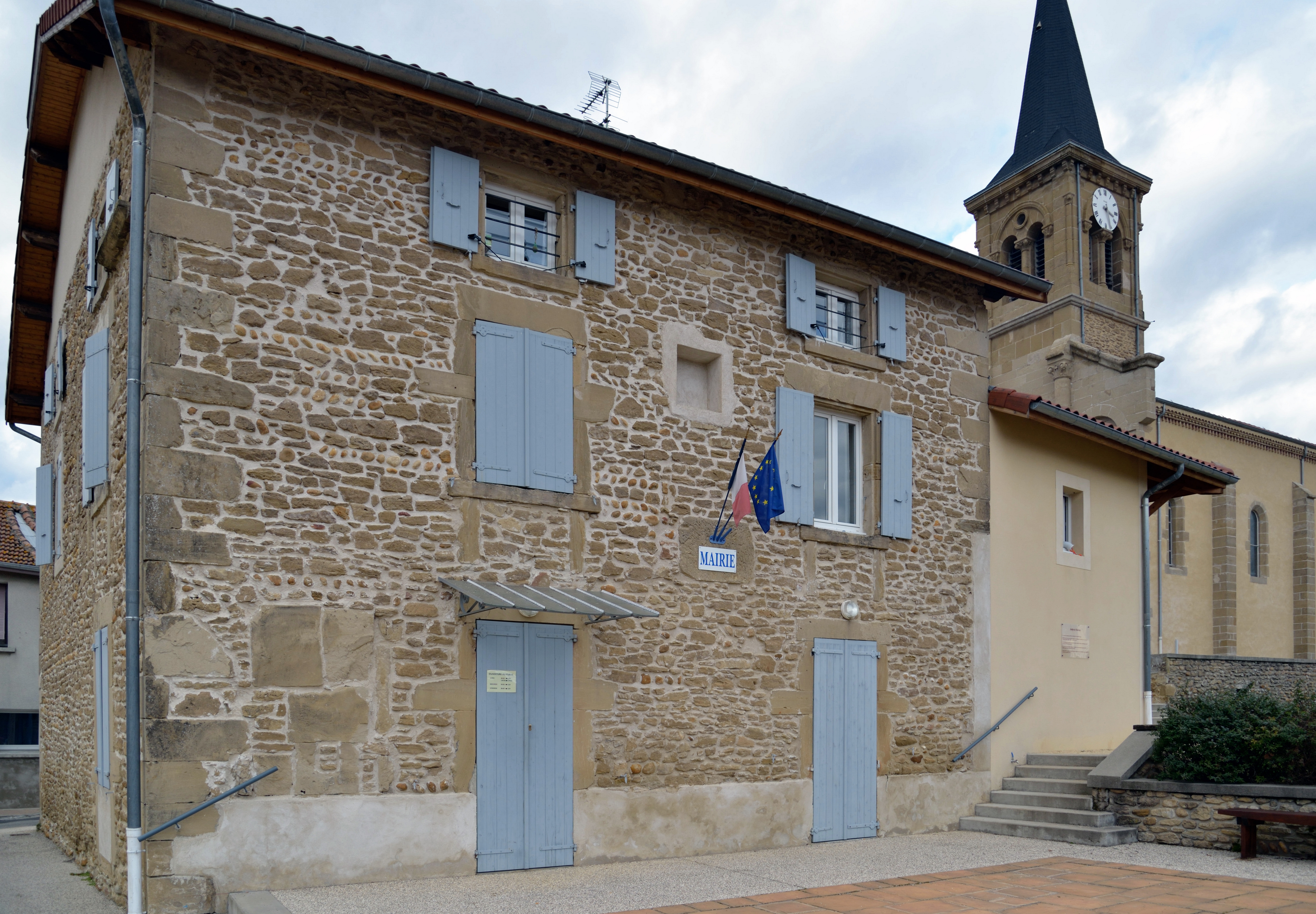
Mairie Margès
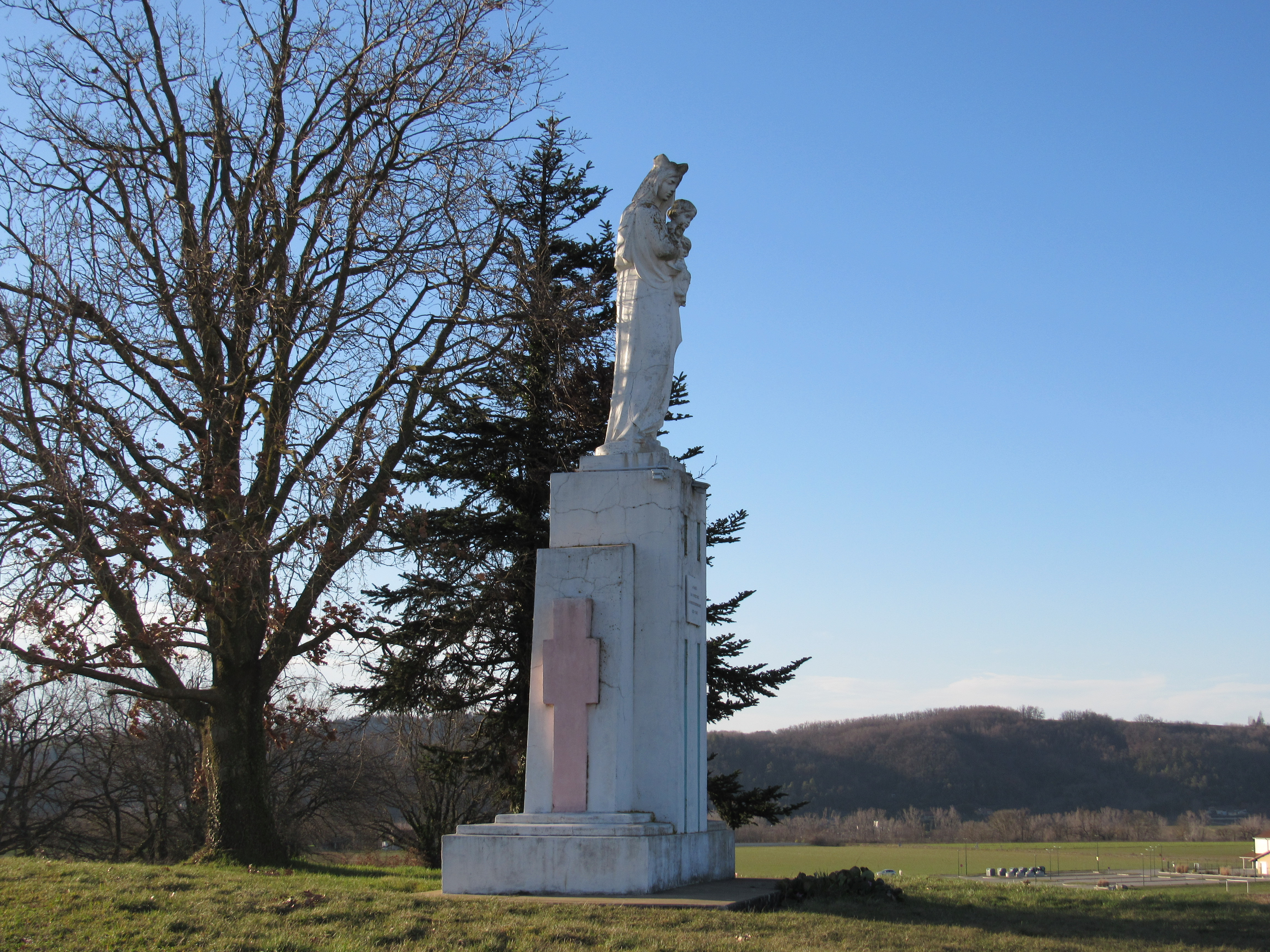
Marienstatue